# Kupusina (Apatin)
Pour les articles homonymes, voir Kupusina.
Kupusina (en serbe cyrillique : Купусина ; en hongrois : Bácskertes) est une localité de Serbie située dans la province autonome de Voïvodine. Elle fait partie de la municipalité d'Apatin dans le district de Bačka occidentale. Au recensement de 2011, elle comptait 1 921 habitants.
Kupusina est officiellement classée parmi les villages de Serbie.

## Géographie

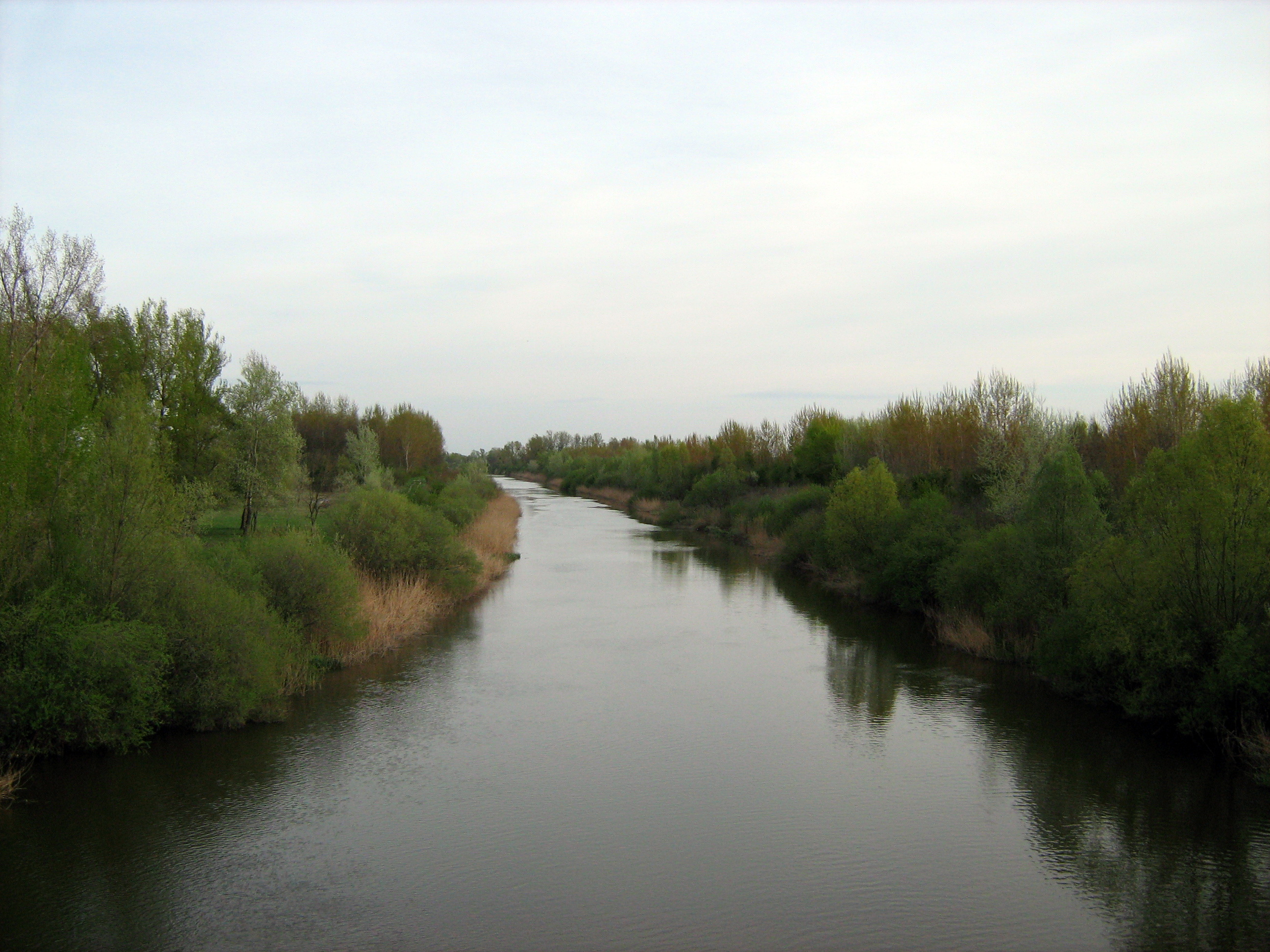
Le canal Danube-Tisa-Danube près de Kupusina

## Démographie

### Évolution historique de la population
| 1948  | 1953  | 1961  | 1971  | 1981  | 1991  | 2002  | 2011  |
| ----- | ----- | ----- | ----- | ----- | ----- | ----- | ----- |
| 3 200 | 3 146 | 3 133 | 3 063 | 2 694 | 2 500 | 2 356 | 1 921 |

|  |

### Liens et externes
- (en) Vue satellite de Kupusina sur fallingrain.com